# A970 road
Die A970 road ist eine A-Straße in Schottland. Es handelt sich mit einer Länge von rund 105 km um die längste Straße auf den Shetlandinseln, welche die Hauptinsel Mainland vom äußersten Süden bis zur Nordspitze verbindet.

## Verlauf
Im Süden beginnt die Straße am Fähranleger von Sumburgh, welchen die Fähre zu der Fair Isle regelmäßig anläuft. Um eine Bahn des Flughafens Sumburgh herumführend, quert die A970 seit dem Flughafenausbau im Jahre 2006 das Westende der zweiten Bahn. Eine Signalanlage auf beiden Seiten der Kreuzung warnt vor Flugverkehr. Fortan führt die Straße in nördlicher Richtung durch den langgezogenen Südteil Mainlands und bindet auf ihrem Weg zahlreiche kleine Ortschaften an. Schließlich knickt die A970 nach Osten ab, um mit Lerwick den Hauptort der Insel zu erreichen. Hier ist die Straße nur durch die Außenbezirke geführt. Das Stadtzentrum ist über die A969 erreichbar, die von der A970 abzweigt und am Nordrand von Lerwick wieder in diese einmündet.
Jenseits von Lerwick wird die Straße für rund 3,5 km in westlicher Richtung geführt. Auf Höhe des Meeresarms Dales Voe knickt der Straßenverlauf nach Norden ab. Eine ebenfalls als A970 geführte Stichstraße geht an dieser Stelle in südwestlicher Richtung bis in das Zentrum des rund fünf Kilometer entfernten Scalloway ab. Wenige Kilometer nördlich führt die Straße am Flughafen Tingwall vorbei, dem zweiten Flughafen auf Mainland. Dieser ist über die abzweigende A971 erreichbar. Die A971 bildet die Hauptverkehrsstraße der Halbinsel Walls im Westen Mainlands.
19 km nördlich, bei Hillside am Olna Firth, knickt die Straße nach Nordwesten ab, während die A968 weiter in Richtung Norden führt und über Fährverbindungen die Inseln Yell und Unst anschließt. Über die Landenge Mavis Grind erreicht die A970 die Halbinsel Northmavine, welche sie in Nord-Süd-Richtung durchläuft. Auf halber Strecke zweigt eine als A970 geführte Stichstraße bis ins sechs Kilometer entfernte Hillswick am Ura Firth. Die A970 selbst endet nach einer Gesamtlänge von rund 105 km in dem Weiler Isbister nahe der Nordspitze Mainlands.

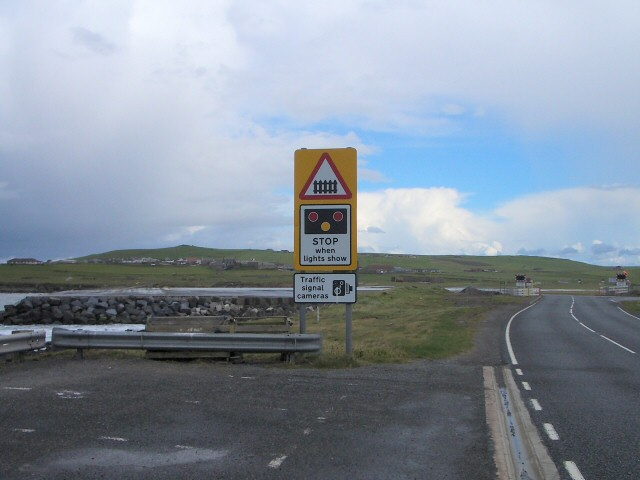
Signalanlage vor der Querung des Flugplatzes
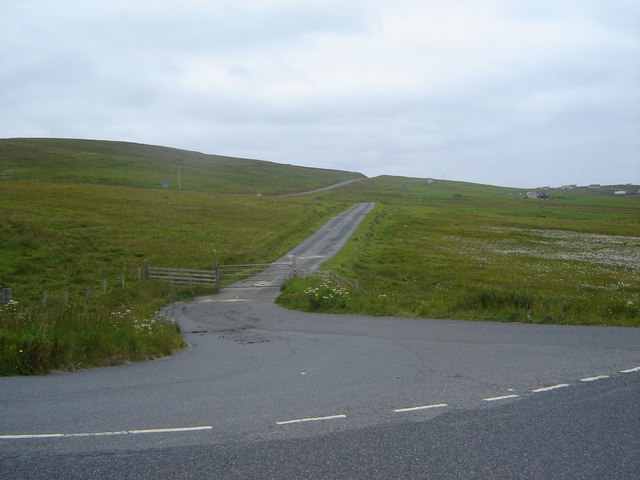
Ehemaliges Teilstück der A970 nahe Sandwick
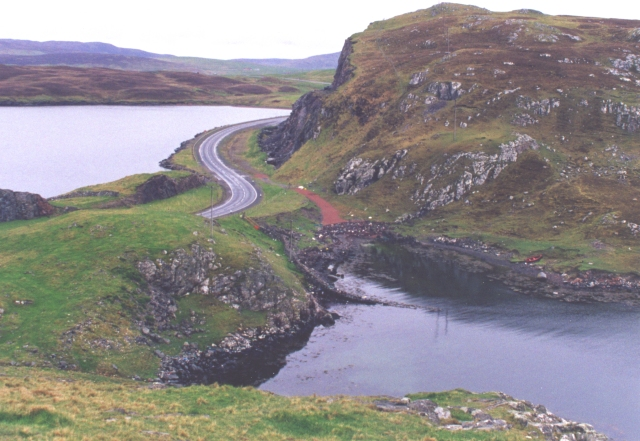
An der Landenge Mavis Grind